# Зуб-Буда (Октябрьский район)
Зуб-Буда (Зубаревичская Буда; бел. Зуб-Буда) — деревня в Октябрьском районе Гомельской области Беларуси. В составе Протасовского сельсовета.
На западе граничит с лесом.

## География

### Расположение
В 24 км на юго-восток от Октябрьского, 14 км от железнодорожной станции Ратмировичи (на ветке Бобруйск — Рабкор от линии Осиповичи — Жлобин), 167 км от Гомеля.

## Гидрография
На реке Нератовка (приток реки Птичь).

## Транспортная сеть
Транспортные связи по просёлочной, затем автомобильной дороге Паричи — Октябрьский. Планировка состоит из короткой прямолинейной улицы меридиональной ориентации, к центру которой с востока присоединяется переулок. Застройка деревянная, усадебного типа.

## История
По письменным источникам известна с XVIII века, когда принадлежала Радзивиллам. После 2-го раздела Речи Посполитой (1793 год) в составе Российской империи. Согласно переписи 1897 года застенок Зубаревичская Буда (она же Дашкевичи); находились 2 ветряные мельницы. В 1917 году в Рудобельской волости Бобруйского уезда Минской губернии.
В 1929 году жители вступили в колхоз. Во время Великой Отечественной войны немецкие оккупанты в апреле 1942 года полностью сожгли деревню и убили 16 жителей. 6 жителей погибли на фронте. Согласно переписи 1959 года в составе колхоза «Восток» (центр — деревня Моисеевка).

## Население

### Численность
- 2020 год — 4 хозяйства,4 жителя.
- 2004 год — 14 хозяйств, 14 жителей.

### Динамика
- 1897 год — 13 дворов, 102 жителя (согласно переписи).
- 1917 год — 20 дворов, 119 жителей.
- 1940 год — 40 дворов 96 жителей.
- 1959 год — 109 жителей (согласно переписи).
- 2004 год — 14 хозяйств, 14 жителей.